# Thylactus lettow-vorbecki
Thylactus lettow-vorbecki là một loài bọ cánh cứng trong họ Cerambycidae.